# Francisco de la Maza y de la Cuadra
Francisco de la Maza y Cuadra (San Luis Potosí, San Luis Potosí, 1913 - Ciudad de México, 1972) fue un historiador, investigador y académico mexicano. Se especializó en la historia del arte novohispano, pero incursionó en el estudio de algunas otras obras o corrientes como el  art nouveau.

## Semblanza biográfica
Realizó sus primeros estudios en su ciudad natal y en la ciudad de Puebla. Se trasladó a la Ciudad de México en donde ingresó a la Facultad de Filosofía y Letras de la Universidad Nacional Autónoma de México para cursar la carrera de historia. Durante esta época conoció a Justino Fernández, con quien entabló amistad, y fue discípulo de Manuel Toussaint, quien lo invitó a integrarse al Instituto de Investigaciones Estéticas. 
Impartió clases en su alma mater y en la Escuela Nacional de Antropología e Historia. Fue miembro correspondiente de la Real Academia de Bellas Artes de San Fernando en Madrid y miembro de número de la Academia Mexicana de la Historia a la cual ingresó en 1965 para ocupar el sillón N° 6.
Cuando inició como maestro en la Facultad de Filosofía y Letras de la Universidad Nacional Autónoma de México, sucedió en la cátedra de Arte Colonial al doctor Manuel Toussaint y Ritter hacia el año de 1946.
Escribió María del Carmen Millán que en España descubrió México y en contraste, desde México comprendió a España. La bibliografía en la Biblioteca Nacional de España en Madrid y su recorrido desde Castilla y Andalucía, con el arte musulmán, el cristianismo y el barroco en las obras españolas y mexicanas, fueron el motivo central de sus Cartas barrocas, consideradas como una de sus principales obras escritas, como lo afirma Emilio Hart-Terré, In memoriam.
Se identificó con los monumentos de arte como con la cultura, sobre Miguel de Unamuno, se refirió como duca, signore e maestro según escribió José Servín Palencia. Un humanista de San Luis Potosí, el de los siglos XVI al XIX, el humanismo de los misioneros de la Nueva España, un humanismo mermado por el tiempo, las guerras civiles y la incultura, por el vandalismo que arrasó conventos, pinturas, esculturas, platería, muebles y aún templos, capillas y casonas, con las cuales todavía le tocó convivir, un defensor del arte novohispano ante la barbarie técnica, la economía de cambio, según escribe Rafael Montejano y Aguiñaga.
Escribe Federico Sescosse que fue un conferencista docto y ameno, defensor del patrimonio cultural de México, frente a las codicias, la ignorancia o las fobias sectaristas, con el apoyo de Manuel Toussaint, entonces Director de Monumentos hacia el año de 1948 impulsó la restauración del templo y convento de San Agustín en Zacatecas (Zacatecas), lo mismo que con el apoyo de los arquitectos Jorge L. Medellín y Luis Ortiz Macedo en el año de 1972. Promotor, crítico y consejero para la restauración de inmuebles como la Catedral, la Bufa o la Lonja de los Granaderos y San Luis Gonzaga en Zacatecas.
Su último libro publicado fue La ruta de Sor Juana y por su empeño fue restaurado el coro de la Iglesia de San Jerónimo, donde reposan los restos de la Décima Musa, escribió Justino Fernández. También escribió Justino Fernández que muerto Manuel Toussaint, quedó como máxima autoridad del arte colonial, con una bibliografía de no menos de veintidós libros y unos 300 artículos. De sus libros cinco pertenecen a la historia colonial, tres al arte europeo y dieciséis libros son investigaciones y estudios sobre el arte colonial en México, con trece dedicados a la arquitectura en Nueva España, uno al arte gráfico, otro a la arquitectura efímera y uno más sobre el arte de la pintura. Su primera publicación San Miguel de allende. Su historia. Sus monumentos (1939) la realizó a los veintiséis años y fue prologado por Manuel Toussaint.    
El siete de mayo del año 2013, con motivo del primer centenario de su natalicio Enrique García Blanco, habló de la importancia de Francisco de la Maza en la historiografía del arte novohispano, afirmó que a través de su cátedra la mayoría de los investigadores de hoy cuentan con las herramientas para acercarse a la iconografía y la lectura sermonaria novo hispana para reconstruir el objeto artístico, metodología de uso cotidiano en los institutos de investigación.

## Obras publicadas
Entre sus artículos y publicaciones, más de trescientos cuarenta, caben destacar:
- San Miguel de Allende, en 1939.
- José Luis Rodríguez Alconedo, en 1940.
- Artemio del Valle-Arizpe. Notas de Platería, en 1941.
- Enrico Martínez, cosmógrafo e impresor de Nueva España, tesis maestría en Letras, en 1943.
- Antonio Sánchez Barbudo. Una pregunta sobre España en 1945.
- Las piras funerarias en la historia y en el arte de México: grabados, litografías y documentos del siglo XVI al XIX, en 1946.
- La erótica homosexual en Grecia y Roma
- La Ciudad de Durango, en 1948.
- El estilo Luis XVII, en 1948.
- Los retablos dorados de Nueva España, en 1950.
- El palacio de la Inquisición, en 1951.
- Jorge Olvera. Copanguastla, joya del arte plateresco en Chiapas, en 1952.
- El guadalupanismo mexicano, en 1953.
- Arquitectura de los coros de monjas en México, en 1956.
- La ciudad de Cholula y sus iglesias, en 1959.
- La ruta del Padre de la Patria, en 1960.
- San José de Chiapa, en 1960.
- Sor Juana Inés de la Cruz, la décima musa de México: su vida, su poesía, su psique, en 1963.
- Cartas barrocas desde Castilla y Andalucía, en 1964.
- El pintor Cristóbal de Villalpando, en 1964.
- Antínoo, el último dios del mudo clásico, en 1966.
- El alabastro en el arte colonial de México, en 1966.
- La mitología clásica en el arte colonial de México, en 1968.
- La ciudad de México en el siglo XVII, en 1968.
- El churrigueresco en la ciudad de México, en 1969.
- El arte colonial en San Luis Potosí, en 1969.
- Los templos de San Felipe Neri de la ciudad de México, en 1970.
- Sor Juana y Don Carlos: explicación de los sonetos hasta ahora confusos, en 1970.
- El pintor Martín de Vos en México, en 1971.
- Catalina de San Juan: princesa de la India y visionaria de Puebla, en 1971.
- La ruta de Sor Juana de Nepantla a San Jerónimo, en 1971